# Торубаров, Владимир
Владимир Торубаров (серб. Владимир Торубаров / Vladimir Torubarov; 22 марта 1993, Нови-Сад) — сербский гребец-байдарочник, выступает за сборную Сербии начиная с 2013 года. Участник летних Олимпийских игр в Рио-де-Жанейро, двукратный призёр чемпионатов мира, многократный победитель и призёр регат национального значения.

## Биография
Владимир Торубаров родился 22 марта 1993 года в городе Нови-Сад края Воеводина, Югославия.
Впервые заявил о себе в 2012 году, выиграв две серебряные медали на молодёжном чемпионате Европы в португальском городе Монтемор-у-Велью — в зачёте двухместных байдарок на дистанциях 500 и 1000 метров. Два года спустя добавил в послужной список серебряную награду, полученную в двойках на тысяче метрах на молодёжном чемпионате мира в Сегеде.
Первого серьёзного успеха на взрослом международном уровне добился в сезоне 2014 года, когда попал в основной состав сербской национальной сборной и побывал на мировом первенстве в Москве, откуда привёз награду бронзового достоинства, выигранную вместе с напарником Марко Томичевичем в зачёте двухместных экипажей на километровой дистанции. В следующем сезоне выступил на первых Европейских играх в Баку, однако попасть здесь в число призёров не сумел — в четвёрках финишировал в финале шестым, тогда как в двойках не смог преодолеть предварительную стадию, где занял девятое место.
Благодаря череде удачных выступлений Торубаров удостоился права защищать честь страны на летних Олимпийских играх 2016 года в Рио-де-Жанейро. Стартовал в программе четырёхместных экипажей на дистанции 1000 метров совместно с такими гребцами как Марко Томичевич, Миленко Зорич и Деян Паич — они с шестого места квалифицировались на предварительном этапе, затем в полуфинальной стадии финишировали третьими и пробились тем самым в главный финал «А». В решающем финальном заезде показали, тем не менее, последнее восьмое время, отстав от победившего экипажа из Германии более чем на восемь секунд.